# Filmografia di Woody Allen

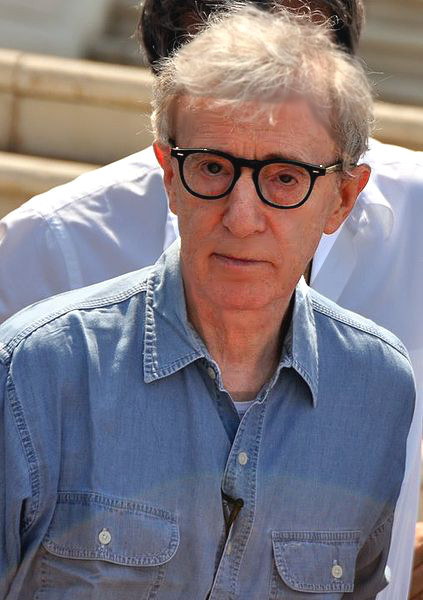
Woody Allen

Woody Allen è un attore, regista, sceneggiatore, scrittore, musicista jazz e comico statunitense, tra i principali e più celebri umoristi dell'epoca moderna, grazie all'intensa produzione cinematografica (una media di quasi un film all'anno) e ai testi comici e alle gag che ha iniziato a comporre già in età adolescenziale. Inoltre Allen ha anche scritto quattro commedie per il teatro e alcune opere teatrali realizzate a Broadway, come Don't Drink the Water (1966) e Provaci ancora, Sam (1969).
La sua prima apparizione cinematografica è stata, nel 1965, la commedia Ciao Pussycat, che ha lanciato Allen sia come attore che come sceneggiatore. Il suo esordio alla regia invece avvenne nel 1966, quando diresse il film Che fai, rubi?. In realtà si trattava di un film di spionaggio giapponese che è stato ri-montato e doppiato in inglese con dialoghi diversi e comici, con l'aggiunta di altre riprese con lo stesso Allen protagonista.
Secondo Box Office Mojo, i film di Woody Allen hanno incassato in totale più di 575 milioni di dollari, con una media di 14 milioni a film.
Oltre alla regia cinematografica, Allen è apparso nei panni di se stesso in molti documentari e cortometraggi e in altre opere, tra cui Wild Man Blues e Stanley Kubrick: A Life in Pictures. Ha presentato un suo cortometraggio anche durante il Concerto per New York City. È stato inoltre oggetto di quattro documentari sulla sua carriera, intitolati To Woody Allen, From Europe with Love (1980), Meetin' WA (1986), Woody Allen: A Life in Film (2001) e Woody (2012). Agli inizi della sua carriera ha anche scritto e contribuito a varie serie televisive, tra cui il celebre The Tonight Show.
Tutti i film da lui diretti per United Artists e Orion Pictures tra il 1971 e il 1992 sono di proprietà della Metro-Goldwyn-Mayer.

## Filmografia

### Attore
- Ciao Pussycat (What's New Pussycat?), regia di Clive Donner (1965)
- Che fai, rubi? (What's Up, Tiger Lily?), regia di Woody Allen (1966)
- James Bond 007 - Casino Royale (Casino Royale), regia di Val Guest, Ken Hughes, John Huston, Joseph McGrath e Robert Parrish (1967)
- Prendi i soldi e scappa (Take the Money and Run), regia di Woody Allen (1969)
- Il dittatore dello stato libero di Bananas (Bananas), regia di Woody Allen (1971)
- Provaci ancora, Sam (Play It Again, Sam), regia di Herbert Ross (1972)
- Tutto quello che avreste voluto sapere sul sesso* *ma non avete mai osato chiedere (Everything You Always Wanted to Know About Sex* *but Were Afraid to Ask), regia di Woody Allen (1972)
- Il dormiglione (Sleeper), regia di Woody Allen (1973)
- Amore e guerra (Love and Death), regia di Woody Allen (1975)
- Il prestanome (The Front), regia di Martin Ritt (1976)
- Io e Annie (Annie Hall), regia di Woody Allen (1977)
- Manhattan, regia di Woody Allen (1979)
- Stardust Memories, regia di Woody Allen (1980)
- Una commedia sexy in una notte di mezza estate (A Midsummer Night's Sex Comedy), regia di Woody Allen (1982)
- Zelig, regia di Woody Allen (1983)
- Broadway Danny Rose, regia di Woody Allen (1984)
- Hannah e le sue sorelle (Hannah and Her Sisters), regia di Woody Allen (1986)
- Radio Days, regia di Woody Allen (1987)
- King Lear, regia di Jean-Luc Godard (1987)
- Un'altra donna, regia di Woody Allen (1988)
- New York Stories, episodio Edipo relitto (Oedipus Wrecks), regia di Woody Allen (1989)
- Crimini e misfatti (Crimes and Misdemeanors), regia di Woody Allen (1989)
- Storie di amori e infedeltà (Scenes from a Mall), regia di Paul Mazursky (1991)
- Ombre e nebbia (Shadows and Fog), regia di Woody Allen (1991)
- Mariti e mogli (Husbands and Wives), regia di Woody Allen (1992)
- Misterioso omicidio a Manhattan (Manhattan Murder Mystery), regia di Woody Allen (1993)
- La dea dell'amore (Mighty Aphrodite), regia di Woody Allen (1995)
- Tutti dicono I Love You (Everyone Says I Love You), regia di Woody Allen (1996)
- Harry a pezzi (Deconstructing Harry), regia di Woody Allen (1997)
- Wild Man Blues, regia di Barbara Kopple – documentario (1997)
- Gli imbroglioni (The Impostors), regia di Stanley Tucci (1998) – cameo
- Z la formica (Antz), regia di Eric Darnell e Tim Johnson (1998) – voce
- Criminali da strapazzo (Small Time Crooks), regia di Woody Allen (2000)
- Ho solo fatto a pezzi mia moglie (Picking Up the Pieces), regia di Alfonso Arau (2000)
- Una spia per caso (Company Man), regia di Douglas McGrath (2000) – cameo
- La maledizione dello scorpione di giada (The Curse of the Jade Scorpion), regia di Woody Allen (2001)
- Hollywood Ending, regia di Woody Allen (2002)
- Anything Else, regia di Woody Allen (2003)
- Scoop, regia di Woody Allen (2006)
- To Rome with Love (To Rome with Love), regia di Woody Allen (2012)
- Woody (Woody Allen: A Documentary), regia di Robert B. Weide – documentario (2012)
- Paris-Manhattan, regia di Sophie Lellouche (2012) - cameo non accreditato
- Gigolò per caso (Fading Gigolo), regia di John Turturro (2013)
- Café Society, regia di Woody Allen (2016) - voce narrante

#### Televisione
- Plimpton! Did You Hear the One About?, regia di William Kronick – cortometraggio (1971)
- Don't Drink the Water, regia di Woody Allen – film TV (1994)
- I ragazzi irresistibili (The Sunshine Boys), regia di John Erman – film TV (1995)
- Crisi in sei scene (Crisis in Six Scenes), regia di Woody Allen – miniserie TV, 6 puntate (2016)

### Regista e sceneggiatore

#### Cinema
- Che fai, rubi? (What's Up, Tiger Lily?) (1966)
- Prendi i soldi e scappa (Take the Money and Run) (1969)
- Il dittatore dello stato libero di Bananas (Bananas) (1971)
- Tutto quello che avreste voluto sapere sul sesso* *ma non avete mai osato chiedere (Everything You Always Wanted to Know About Sex* *but Were Afraid to Ask) (1972)
- Il dormiglione (Sleeper) (1973)
- Amore e guerra (Love and Death) (1975)
- Io e Annie (Annie Hall) (1977)
- Interiors (1978)
- Manhattan (1979)
- Stardust Memories (1980)
- Una commedia sexy in una notte di mezza estate (A Midsummer Night's Sex Comedy) (1982)
- Zelig (1983)
- Broadway Danny Rose (1984)
- La rosa purpurea del Cairo (The Purple Rose of Cairo) (1985)
- Hannah e le sue sorelle (Hannah and Her Sisters) (1986)
- Radio Days (1987)
- Settembre (September) (1987)
- Un'altra donna (Another Woman) (1988)
- New York Stories, episodio Edipo relitto (Oedipus Wrecks) (1989)
- Crimini e misfatti (Crimes and Misdemeanors) (1989)
- Alice (1990)
- Ombre e nebbia (Shadows and Fog) (1991)
- Mariti e mogli (Husbands and Wives) (1992)
- Misterioso omicidio a Manhattan (Manhattan Murder Mystery) (1993)
- Pallottole su Broadway (Bullets Over Broadway) (1994)
- La dea dell'amore (Mighty Aphrodite) (1995)
- Tutti dicono I Love You (Everyone Says I Love You) (1996)
- Harry a pezzi (Deconstructing Harry) (1997)
- Celebrity (1998)
- Accordi e disaccordi (Sweet and Lowdown) (1999)
- Criminali da strapazzo (Small Time Crooks) (2000)
- La maledizione dello scorpione di giada (The Curse of the Jade Scorpion) (2001)
- Hollywood Ending (2002)
- Anything Else (2003)
- Melinda e Melinda (Melinda and Melinda) (2004)
- Match Point (2005)
- Scoop (2006)
- Sogni e delitti (Cassandra's Dream) (2007)
- Vicky Cristina Barcelona (2008)
- Basta che funzioni (Whatever Works) (2009)
- Incontrerai l'uomo dei tuoi sogni (You Will Meet a Tall Dark Stranger) (2010)
- Midnight in Paris (2011)
- To Rome with Love (2012)
- Blue Jasmine (2013)
- Magic in the Moonlight (2014)
- Irrational Man (2015)
- Café Society (2016)
- La ruota delle meraviglie - Wonder Wheel (Wonder Wheel) (2017)
- Un giorno di pioggia a New York (A Rainy Day in New York) (2019)
- Rifkin's Festival (2020)
- Un colpo di fortuna - Coup de chance (Coup de chance) (2023)

#### Televisione
- Don't Drink the Water – film TV (1994)
- Crisi in sei scene (Crisis in Six Scenes) – serie TV (2016)

#### Cortometraggi
- Men of Crisis: The Harvey Wallinger Story – cortometraggio TV (1971)
- Sounds from a Town I Love – documentario presentato al Concerto per New York City (2001)

### Sceneggiatore
- From A to Z, regia di Christopher Hewett – musical (1960)
- General Electric Theater – serie TV, episodio Hooray for Love (1960)
- The Laughmaker, regia di Joshua Shelley – cortometraggio (1962)
- Ciao Pussycat (What's New Pussycat?), regia di Clive Donner (1965)
- Come ti dirotto il jet (Don't Drink the Water), regia di Howard Morris (1969)
- Provaci ancora, Sam (Play It Again, Sam), regia di Herbert Ross (1972)
- Meetin' WA, regia di Jean-Luc Godard – documentario (1986)
- Somebody or The Rise and Fall of Philosophy, regia di Axel Hildebrand – cortometraggio (1989)
- Count Mercury Goes to the Suburbs, regia di Joel Bruns – cortometraggio (1997)